# Municipio de Prospect (Kansas)
El municipio de Prospect (en inglés: Prospect Township) es un municipio ubicado en el condado de Butler en el estado estadounidense de Kansas. En el año 2010 tenía una población de 2429 habitantes y una densidad poblacional de 11,06 personas por km².

## Geografía
El municipio de Prospect se encuentra ubicado en las coordenadas 37°49′57″N 96°45′32″O / 37.83250, -96.75889. Según la Oficina del Censo de los Estados Unidos, el municipio tiene una superficie total de 219.59 km², de la cual 204,82 km² corresponden a tierra firme y (6,73 %) 14,77 km² es agua.

## Demografía
Según el censo de 2010, había 2429 personas residiendo en el municipio de Prospect. La densidad de población era de 11,06 hab./km². De los 2429 habitantes, el municipio de Prospect estaba compuesto por el 78,88 % blancos, el 19,02 % eran afroamericanos, el 1,28 % eran amerindios, el 0,25 % eran asiáticos, el 0,12 % eran de otras razas y el 0,45 % eran de una mezcla de razas. Del total de la población el 7,37 % eran hispanos o latinos de cualquier raza.